# Acidente aéreo do Cessna Citation 525 CJ1 prefixo PR-GFS em 2025
Em 9 de janeiro de 2025, um grave acidente aéreo ocorreu em Ubatuba, litoral norte de São Paulo, envolvendo uma aeronave Cessna Citation 525 CJ1, prefixo PR-GFS. O jato executivo, fabricado em 2008 pela norte-americana Cessna, decolou do Aeroporto de Mineiros, em Goiás, com cinco pessoas a bordo: o piloto Paulo Seghetto, que morreu, e os empresários Mireylle Fries e Bruno Almeida Souza e seus dois filhos, que sobreviveram.

## Aeronave
O Cessna Citation 525 CJ1 é um jato executivo bimotor a jato, projetado para viagens curtas, com capacidade para até nove pessoas. A aeronave acidentada tinha capacidade para sete ocupantes e estava com a situação de aeronavegabilidade considerada normal pela Agência Nacional de Aviação Civil (Anac), embora não possuísse autorização para operar como táxi aéreo.

## Acidente
Durante a tentativa de pouso no Aeroporto Estadual Gastão Madeira, em Ubatuba, sob condições meteorológicas adversas, incluindo chuva e pista molhada, a aeronave ultrapassou a pista 09, atravessou o alambrado e atingiu a praia do Cruzeiro, explodindo em seguida. O piloto não resistiu aos ferimentos e faleceu no local. Os quatro passageiros sobreviveram e foram encaminhados para a Santa Casa de Ubatuba; Mireylle Fries passou por uma cirurgia de emergência.
Além dos ocupantes da aeronave, uma mulher e uma criança que estavam na rua foram atingidas e socorridas com vida. Testemunhas relataram que o avião não deixou marcas de frenagem na pista, sugerindo que não chegou a tocar o solo antes de ultrapassar os limites do aeroporto.

## Investigação
As autoridades competentes, incluindo o Serviço Regional de Investigação e Prevenção de Acidentes Aeronáuticos (SERIPA), foram acionadas e estão conduzindo investigações para determinar as causas do acidente. Fatores como as condições climáticas adversas e a extensão da pista do aeroporto de Ubatuba, que possui 940 metros de comprimento, estão sendo considerados nas análises iniciais.